# Pronephrium exsculptum
Pronephrium exsculptum är en kärrbräkenväxtart som först beskrevs av Bak., och fick sitt nu gällande namn av Holtt. Pronephrium exsculptum ingår i släktet Pronephrium och familjen Thelypteridaceae. Inga underarter finns listade.